# Sabah State Library

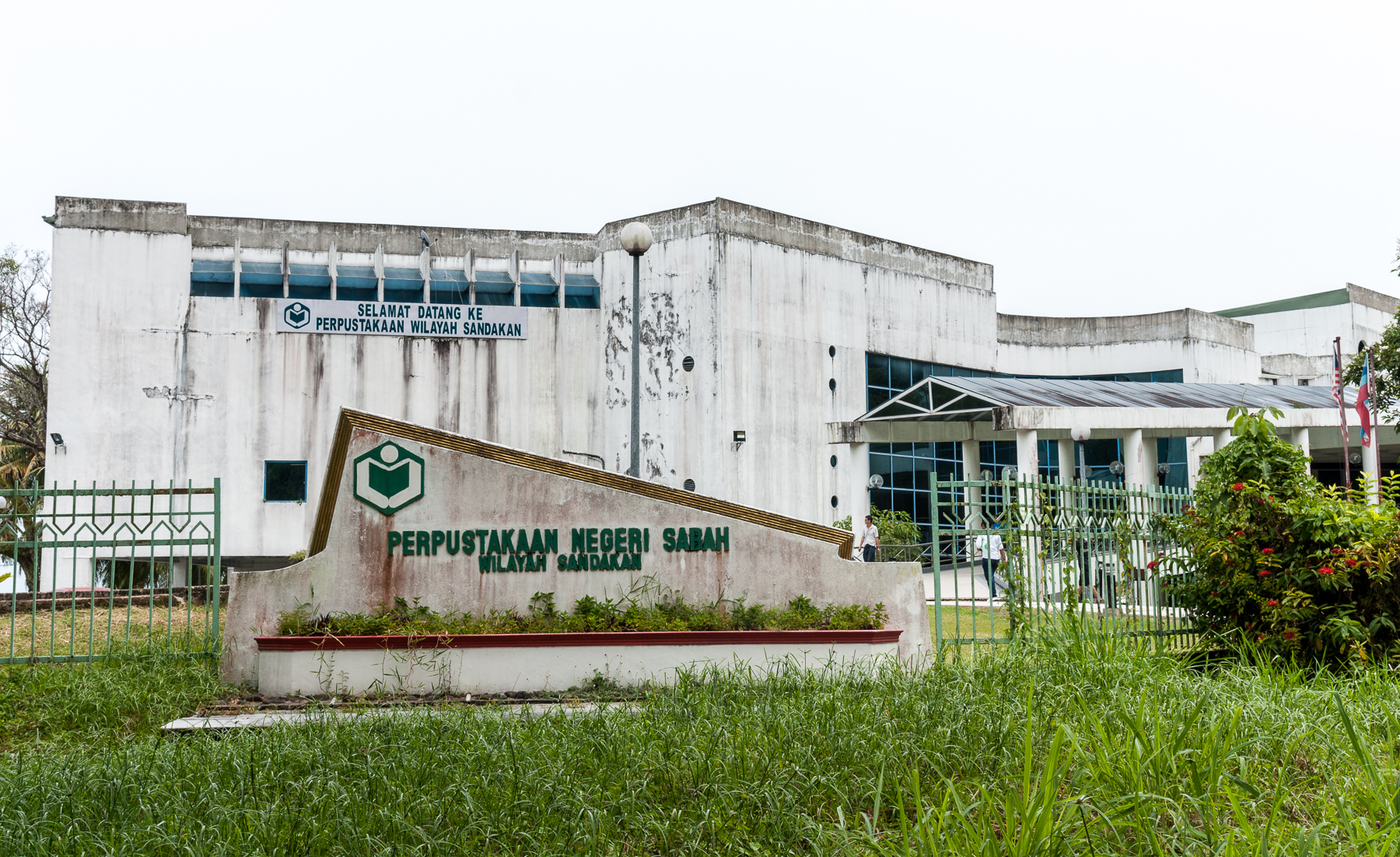
Regionalbibliothek Sandakan

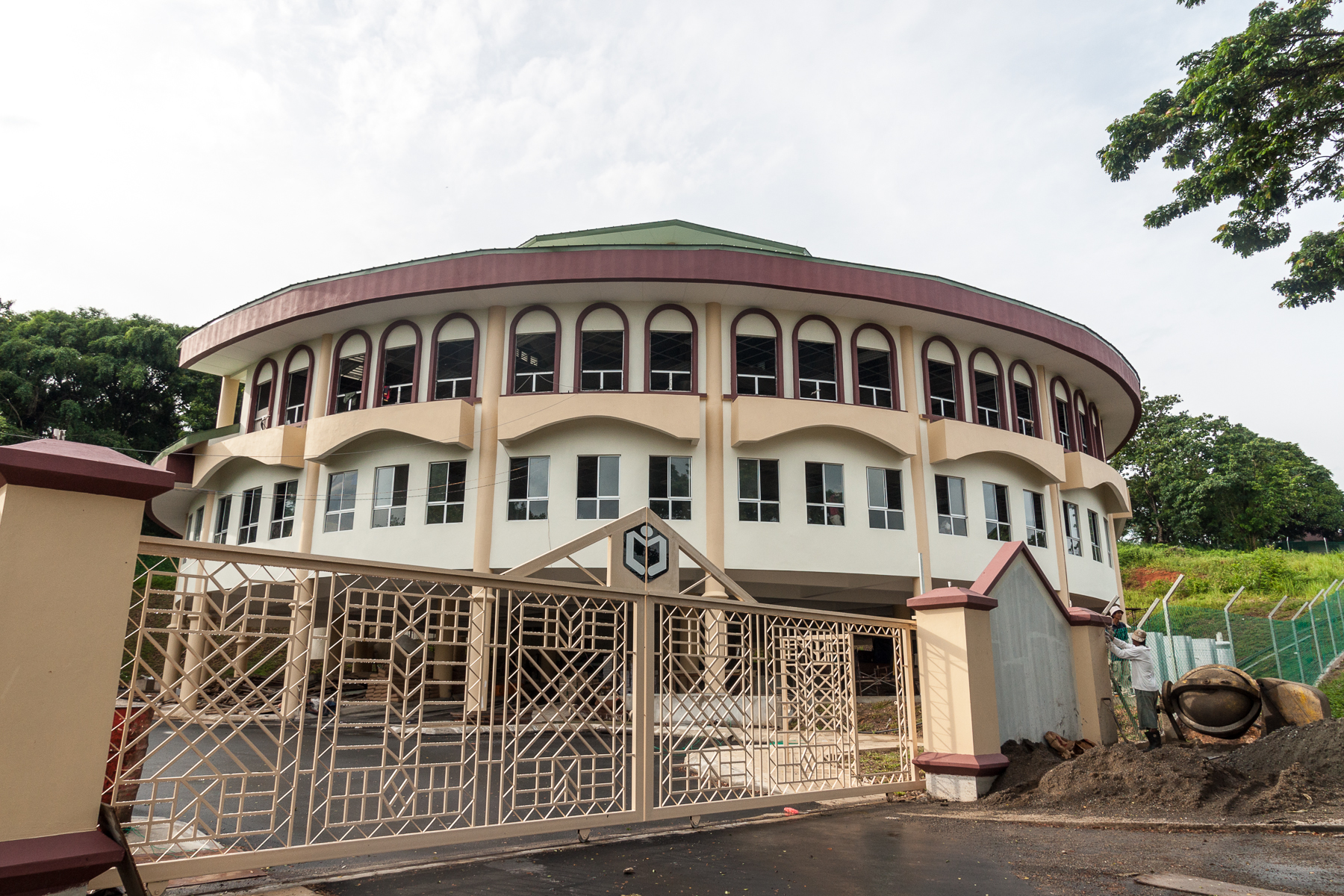
Zweigstelle in Kota Belud

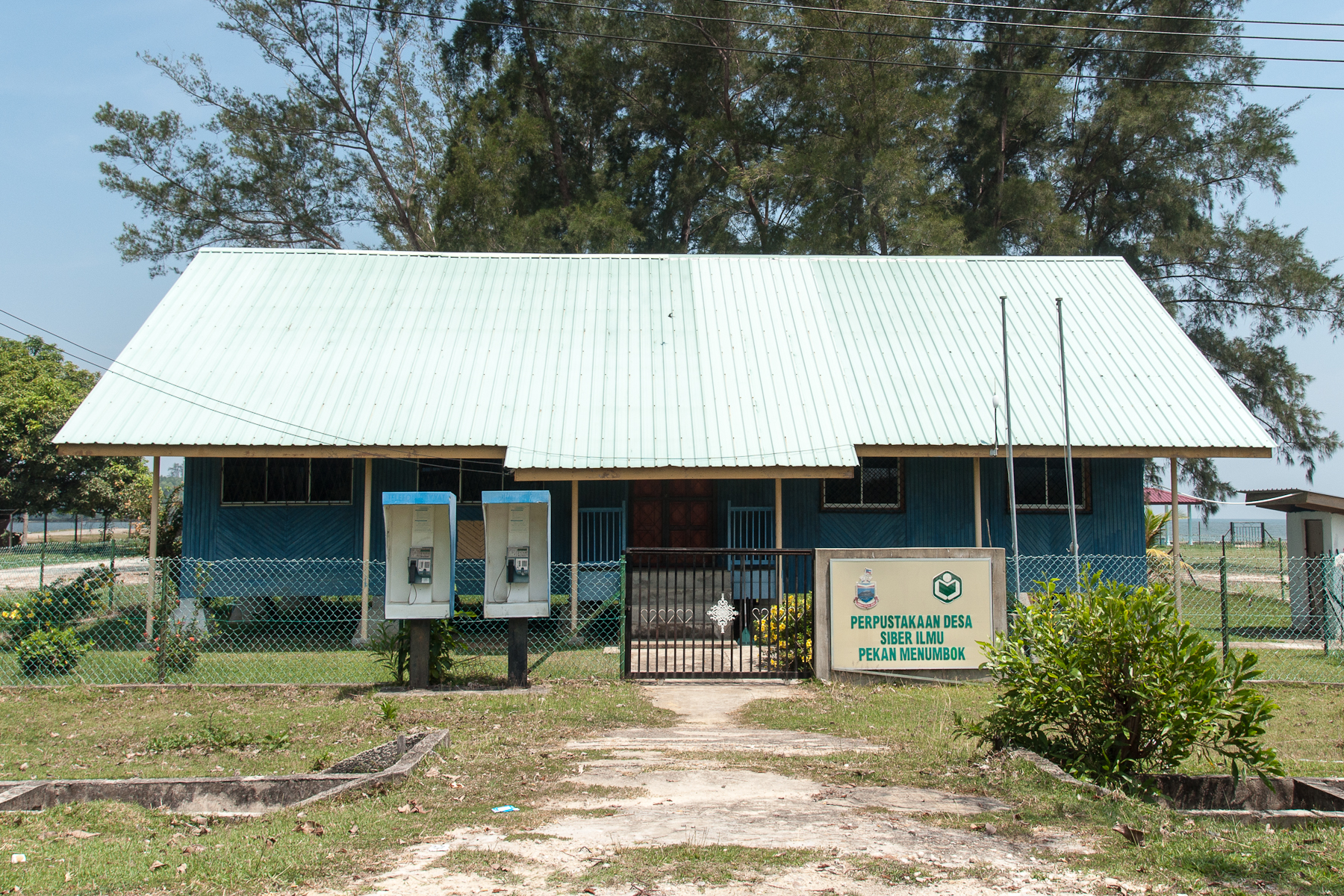
Dorfbücherei in Menumbok

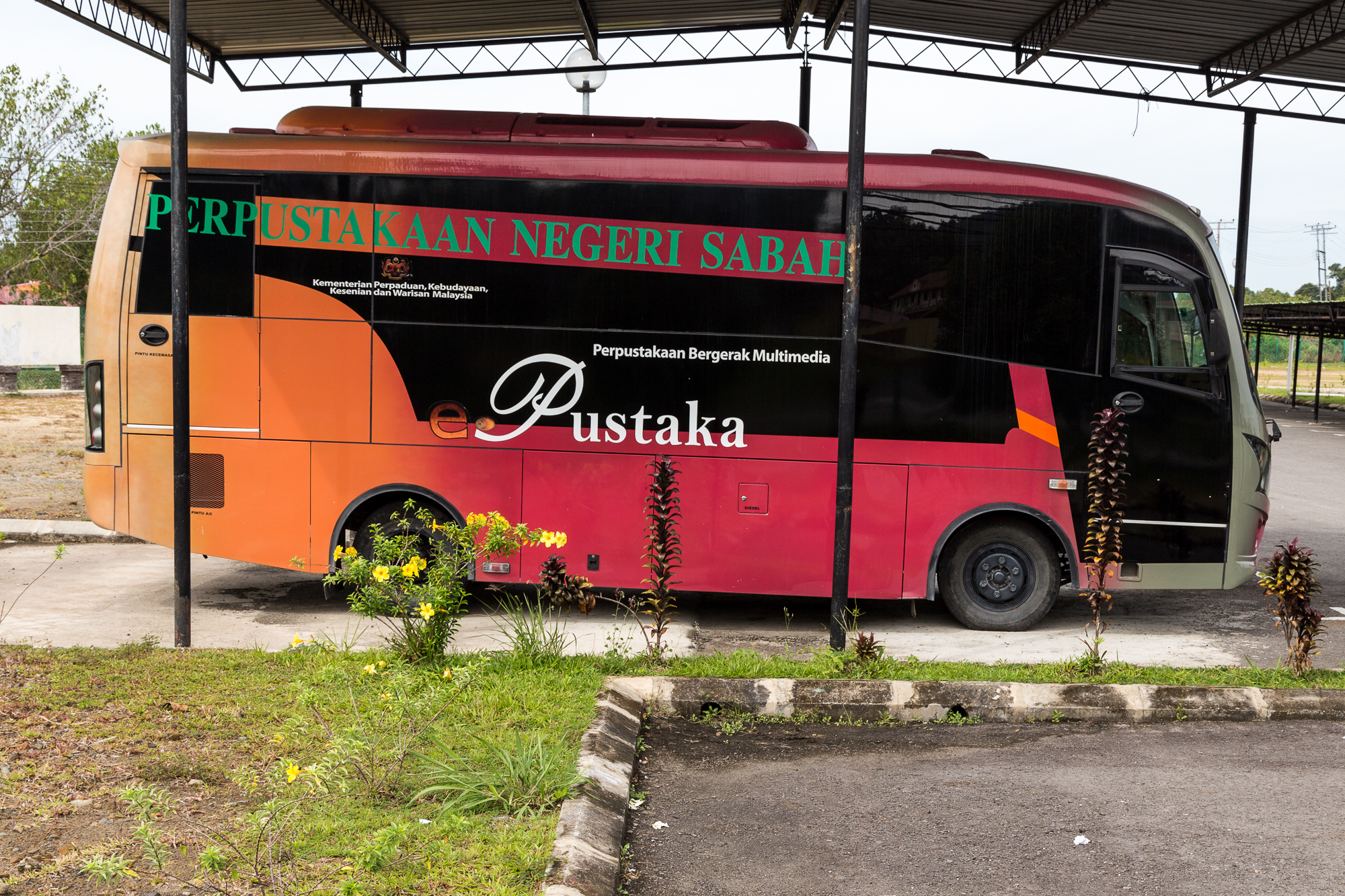
Bücherbus

Die Sabah State Library (mal. Perpustakaan Negeri Sabah) ist der Name für die Staatsbibliothek des Bundesstaats Sabah in Malaysia. Sie hat ihren Sitz in Kota Kinabalu und unterhält vier Regionalbüchereien, 20 Zweigstellen, 13 mobile Büchereien und ein Netzwerk dörflicher Kleinbibliotheken.

## Geschichte
1953 wurde die Bücherei als Abteilung des Broadcasting and Information Department gegründet. 1966 erfolgte die Zusammenlegung mit dem Sabah Museum zum Libraries and Museum Department.
1972 wurden Museum und Bücherei wieder getrennt und ein eigenständiges Library Department unter dem Ministry of Social Welfare entstand. Die Verwaltung ging 1976 an das Ministerium für Kultur, Jugend und Sport über; gleichzeitig erhielt die Institution den Namen "State Library".
1982 ging die Aufsicht an das Ministry of Social Services.
Die Computerära begann für die Bücherei im Jahr 1987. URICA, das computergestützte Büchereisystem, wurde 1988 durch den Minister für soziale Dienste, Ariah Tengku Ahmad, eingeweiht.
Mit dem "State Library Enactment" wurden 1988 die gesetzlichen Rahmenbedingungen für die Arbeit der Bücherei geschaffen. Auch der Name State Library war darin verankert.
1990 erhielt die Öffentlichkeit durch das OPAC-System (Online Public Access Catalogue) Zugang zum Bestand der Bücherei. In rascher Abfolge wurden 1993, 1994 und 1995 die Regionalbüchereien in Sandakan, Tawau und Keningau eröffnet.
Seit 1995 bietet die Bibliothek Internetzugang für die Öffentlichkeit an.
2007 wurde der Name "State Library" in die heutige Bezeichnung geändert.

## Zweigstellen
Die Verwaltung unterhält drei Regionalbibliotheken in Keningau, Sandakan und Tawau. Zweigstellen, die vorrangig die Buchleihe bedienen, befinden sich in der Suria Mall in Kota Kinabalu ("Library@Suria"), Bandar Sri Indah (Tawau), Beaufort, Beluran, Kota Marudu, Kuala Penyu, Papar, Lahad Datu, Penampang, Ranau, Tambunan, Tamparuli, Tenom, Tuaran, Kudat, Nabawan, Semporna, Sipitang, Membakut, Kunak und Kota Belud.
Seit 1990 wurden außerdem mehr als 75 dörfliche Zweigstellen geschaffen, die mit neben einem Grundbestand an Bücher auch einen Zugang ans Internet sicherstellen und durch mediale Angebote zur Bildung der Dorfbevölkerung beitragen.
13 Mobile Büchereien bedienen darüber hinaus auch entlegene Dörfer mit Büchern.

## Direktoren
Derzeitiger Direktor ist Wong Vui Yin.